# Kemenesmagasi
Kemenesmagasi è un comune dell'Ungheria di 987 abitanti (dati 2001). È situato nella contea di Vas.